# Edmond Ryan
Edmond Ryan (ur. 17 lutego 1891 w Petone, zm. 29 sierpnia 1965 w Wainuiomata) – nowozelandzki rugbysta, reprezentant kraju.
Wraz z sześcioma braćmi związany był z Petone Rugby Club, w 1912 roku został także wybrany do regionalnego zespołu Wellington. W jego barwach do zakończenia kariery w 1923 roku rozegrał 43 spotkania, w tym zdobył i bronił Ranfurly Shield oraz grał przeciwko Springboks.
Po wybuchu I wojny światowej służył w Europie. W 1919 roku grał w wojskowym zespole Nowej Zelandii, dowodzonym przez jego brata Jamesa, który zwyciężył w King’s Cup – rozgrywkach rugby z udziałem drużyn australijskich, kanadyjskich, brytyjskich i południowoafrykańskich. Znalazł się następnie w składzie tej drużyny na tournée po Południowej Afryce.
W 1921 roku został powołany do reprezentacji kraju. Jedyny mecz dla All Blacks rozegrał przeciwko Nowej Południowej Walii.
Jego bracia James, Joe, Michael i Bill również byli reprezentantami Wellington.